# Ashley Jensen
Ashley Samantha Jensen (Dumfries and Galloway, 11 agosto 1969) è un'attrice britannica, nominata all'Emmy Award e conosciuta soprattutto per i suoi ruoli in Extras e Ugly Betty.

## Carriera
Jensen ha studiato alla Queen Margaret University di Edimburgo. Il suo primo grande ruolo televisivo è stato quello di un'eccentrica segretaria, Rosie McConnichy, nelle serie finali della commedia inglese May to December, per sostituire il popolarissimo personaggio della segretaria Hilary.
Nel 1996 ha recitato la parte di Clare Donnelly, la figlia del criminale di Glasgow Jo-Jo Donnelly (interpretato da Billy Connolly), nel dramma inglese Down Among the Big Boys. È apparsa poi nella soap opera inglese EastEnders nella parte di Fiona Morris. Jensen ha recitato inoltre accanto a Ricky Gervais nel programma televisivo Extras nella parte dell'inetta Maggie Jacobs.
Per il suo lavoro nelle prime serie, ha ricevuto il premio per la migliore attrice di commedia ai 2005 British Comedy Awards. Nel 2006, Jensen ha ricevuto due premi per la British Comedy e una nomination BAFTA per il suo ruolo in Extras. Il suo ruolo nel natale del 2007 le fece guadagnare una candidatura all'Emmy Award. Tra il 2009 e il 2010 ha preso parte alla sit-com Incinta per caso.
Poco prima della Première della settima stagione della serie televisiva Shetland, è stato annunciato che dalla ottava stagione in poi il protagonista Douglas Henshall sarebbe stato sostituito nel ruolo principale di ispettore da Ashley Jensen.

## Filmografia

### Cinema
- Tickets for the Zoo, regia di Brian Crumlish (1991)
- Topsy-Turvy - Sotto-sopra (Topsy-Turvy), regia di Mike Leigh (1999)
- A Cock and Bull Story, regia di Michael Winterbottom (2005)
- Nativity!, regia di Debbie Isitt (2009)
- Sunshine, regia di Terence Beesley – cortometraggio (2010)
- Dragon Trainer (How to Train Your Dragon), regia di Dean DeBlois e Chris Sanders (2010) – voce
- Gnomeo e Giulietta (Gnomeo & Juliet), regia di Kelly Asbury (2011) – voce
- Hysteria, regia di Tanya Waxler (2011)
- Il figlio di Babbo Natale (Arthur Christmas), regia di Sarah Smith (2011) – voce
- Pirati! Briganti da strapazzo (The Pirates! Band of Misfits), regia di Peter Lord e Jeff Newitt (2012) – voce
- The Lobster, regia di Yorgos Lanthimos (2015)
- La bottega degli errori (The Legend of Barney Thomson), regia di Robert Carlyle (2015)
- Lilli e il vagabondo (Lady and the Tramp), regia di Charlie Bean (2019) - voce
- Natale a Mistletoe Farm (Christmas on Mistletoe Farm), regia di Debbie Isitt (2022)

### Televisione
- City Lights – serie TV, episodio 5x06 (1990)
- Screen One – serie TV, episodio 5x03 (1993)
- Rab C. Nesbitt – serie TV, episodio 2x01-3x04 (1992-1993)
- May to December – serie TV, 6 episodi (1994)
- The Tales of Para Handy – serie TV, episodio 1x04 (1994)
- Takin' Over the Asylum – serie TV, episodio 1x01 (1994)
- The Baldy Man – serie TV, episodio 1x06 (1995)
- Waiting, regia di Charlie Hanson – film TV (1995)
- Temp, regia di Crispin Reece – film TV (1995)
- Capital Lives – serie TV, episodio 2x01 (1995)
- Roughnecks – serie TV, 13 episodi (1994-1995)
- The Big Picnic, regia di Derek Bailey – film TV (1996)
- Bad Boys – serie TV, 6 episodi (1996)
- Metropolitan Police (The Bill) – serie TV, episodi 10x85-13x79 (1994-1997)
- Dangerfield – serie TV, episodio 4x08 (1997)
- Mortimer's Law – serie TV, episodio 1x05 (1998)
- City Central – serie TV, 31 episodi (1998-2000)
- EastEnders – serial TV, 5 puntate (2000)
- Rebus – serie TV, episodio 1x04 (2001)
- Outside the Rules, regia di Sallie Aprahamian – film TV (2002)
- Breeze Block – serie TV, 5 episodi (2002)
- Two Thousand Acres of Sky – serie TV, 4 episodi (2003)
- Clocking Off – serie TV, 5 episodi (2001-2003)
- Coming Up – serie TV, episodio 1x05 (2003)
- Testimoni silenziosi (Silent Witness) – serie TV, episodi 7x03-7x04 (2003)
- Sweet Medicine – serie TV, 5 episodi (2003)
- The Office – serie TV, episodi 3x01-3x02 (2003)
- Casualty – serie TV, episodi 11x04-18x45-18x46 (1996-2004)
- Meet the Magoons – serie TV, episodio 1x03 (2005)
- Taggart – serie TV, episodio 22x02 (2005)
- Eleventh Hour – serie TV, 4 episodi (2006)
- Extras – serie TV, 13 episodi (2005-2007)
- No Holds Bard, regia di Brian Kelly – film TV (2009)
- Ugly Betty – serie TV, 66 episodi (2006-2010)
- Incinta per caso (Accidentaly On Purpose) – serie TV, 18 episodi (2009-2010)
- Accidental Farmer, regia di Mandie Fletcher – film TV (2010)
- The Reckoning – miniserie TV, 2 puntate (2011)
- Agatha Raisin – serie TV, 20 episodi (2014-2022)
- Trust Me – serie TV, 4 episodi (2019)
- After Life – serie TV (2019-2022)
- Shetland – serie TV (2023-in corso)

## Doppiatrici italiane
- Barbara De Bortoli in Ugly Betty, Agatha Raisin, Natale a Mistletoe Farm, Shetland
- Cristiana Lionello in Extras
- Micaela Incitti in Hysteria
- Francesca Fiorentini in After Life
- Alessandra Korompay in The Lobster
- Jolanda Granato in Incinta per caso

Da doppiatrice è sostituita da:
- Paola Fulciniti in Gnomeo & Giulietta, Sherlock Gnomes